# Джон Амблер
Джон Кеннет Амблер (англ. John Kenneth Ambler; 6 червня 1924, Сассекс — 31 травня 2008, Банбері) — британський бізнесмен, який був одружений з принцесою Маргарет.

## Біографія
1963 року Джон Амблер зустрівся і познайомився з принцесою Маргарет. У лютому 1964 року вони побралися. 30 червня того ж року одружилися на острові Еланд. Це весілля вважалася приватним заходом, і була по розмаху менше, ніж весілля її сестер, які виходили заміж у Стокгольмі.
Після весілля, у зв'язку з тим, що принцеса Маргарет вийшла заміж за особу некоролівської крові, вона втратила свій титул «Її Королівська Високість» і стала відома як «Принцеса Маргарет, місіс Амблер». Весільним подарунком від короля і королеви Швеції на весілля стала діамантова тіара-кокошник, яка належала бабці Маргарети, британській принцесі Маргариті Коннаутській.
Після весілля пара жила в Англії, спочатку в Лондоні, а потім у маєтку Чіппінгхерст під Оксфордом.
У сім'ї народилося троє дітей, які не мають права на спадкування шведського трону: Сібілла Луїза Амблер (нар. 1965) — названа на честь своєї бабусі по матері, вийшла заміж за барона Хеннінга фон Дінклед (нар. 1971), проживають у Мюнхені, двоє дітей. Їхня дочка Мадлен була однією з подружок на весіллі Кронпрінцеси Вікторії;
Карл Едвард Амблер (нар. 1966) — одружився з Хелен Росс (нар. 1969), двоє дітей;
Джеймс Патрік Амблер (нар. 1967) — одружився з Урсуле Мері Шиплі (нар. 1965), двоє дітей.
Протягом багатьох років Джон Амблер був директором англійської транспортної корпорації Atlas Express Ltd, яка надавала послуги доставки посилок по всій країні та управляючим директором Atlas Air Express.
Коли справи пішли на спад, сім'ї довелося залишити маєток Чіппінгхерст і переїхати до меншого будинку. Іноді вони відвідували шведську королівську сім'ю і Джон Амблер брав участь в осінніх полюваннях короля Карла XVI Густава.
З 1994 року Маргарет і Джон Амблер стали проживати окремо, але ніколи не розлучалися.
Джон Амблер кілька років страждав через проблеми зі здоров'ям і останні десять років провів у будинку для людей похилого віку в Оксфордширі. Помер 31 травня 2008 року.